# 니젠산
니젠산(Niesen)은 스위스 베른주에 있는 베른 알프스의 산봉우리이다. 산 정상의 높이는 2,362m이다.
이 산봉우리는 베르너 오버란트 지역의 툰호를 내려다보고 있으며, 지멘탈 계곡과 칸더탈 계곡을 분리하는 알브리스트호른과 만리플루에서 북쪽으로 뻗어있는 능선의 북쪽 끝을 형성한다.

## 지리
행정적으로 정상은 남동쪽의 라이헨바흐 임 칸데르탈과 서쪽과 북쪽의 비미스가 공유한다. 두 지자체 모두 베른주에 있다.
뮐레넨에서 니젠반 케이블카를 이용하면 정상에 쉽게 도달할 수 있다.(라이헨바흐 근처) 케이블카의 건설은 1910년에 완료되었다.
케이블카 옆에는 11,674개의 계단이 있는 세계에서 가장 긴 계단이 있다. 1년에 한 번 계단 오르기 행사를 위해 일반인에게 공개된다.
원래 산 이름은 예센(Yesen)이었다. «An Yesen»이 Niesen으로 바뀌었다. 예센은 황색 용담이며, 오늘날까지 니젠에서 꽃을 피우고 있다. 그 모양 때문에 니젠은 종종 ‘스위스 피라미드’라고 불린다. 니젠은 추상화된 피라미드 형태가 보이는 파울 클레의 일부 모더니스트 그림에 영향을 미쳤을 수 있다.